# Alexander Efros
Alexander Lwowitsch Efros (russisch Александр Львович Эфрос) ist ein sowjetischer und russischer Physiker. Efros gilt zusammen mit Louis Brus und Aleksei Ekimov als Entdecker von Halbleiter-Nanokristallen, bekannt als Quantenpunkte.

## Leben
Efros erhielt sein Diplom als Physikingenieur 1973 von der Technischen Universität Leningrad, an der er 1978 promoviert wurde. 1981 bis 1990 war er Wissenschaftler am Joffe-Institut in Leningrad, dann ging er in den Westen. 1990 bis 1992 war er an der TU München, 1992 bis 1993 Gastwissenschaftler am Massachusetts Institute of Technology und ab 1993 zunächst als Berater am Naval Research Laboratory (NRL).
Efros ist Wissenschaftler (seit 1999 Senior Researcher) am Center for Computational Materials Science des Naval Research Laboratory.
Efros erhielt den Alexander-von-Humboldt-Preis für seine Arbeiten an Quantenpunkten und 2006 den R. W. Wood Prize. 2001 wurde er Fellow der American Physical Society.
Er sollte nicht mit seinem Bruder, dem Festkörperphysiker Alexei Efros, verwechselt werden. Während Alexander Efros als Al. L. Efros publiziert, veröffentlicht Alexei L. Efros seine Arbeiten unter dem Namen A. L. Efros.